# Antemion

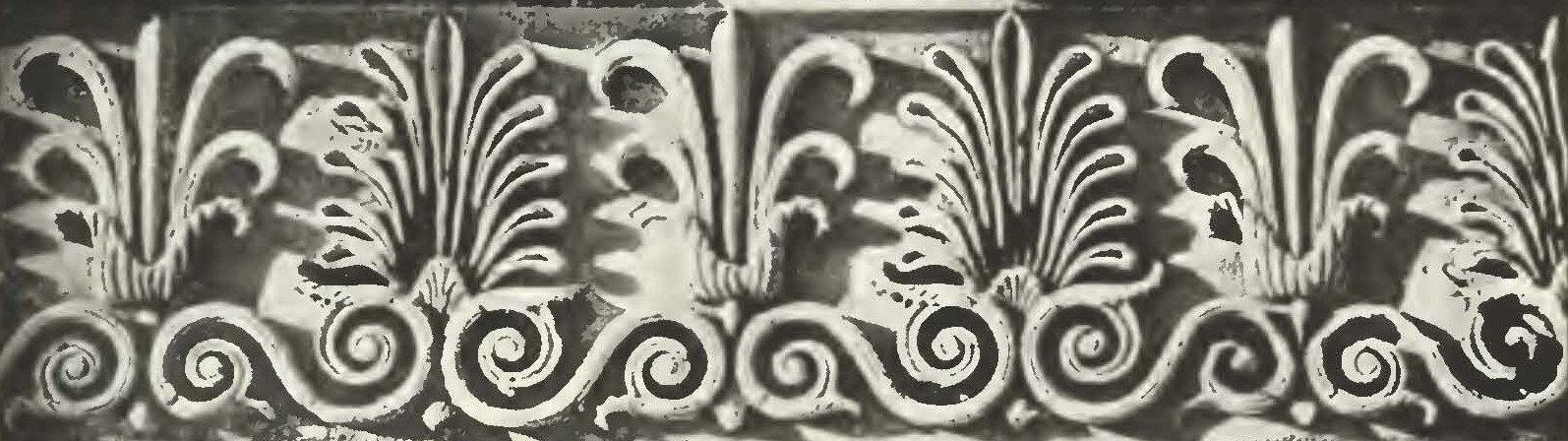
Antemion

Antemion, anthemion (gr. anthémion - "kwiatek") – starożytny pasowy ornament składający się z zestawionych naprzemiennie motywów palmety i lotosu lub dwóch typów palmety (formy otwartej i zamkniętej). Występuje powszechnie w greckiej i rzymskiej dekoracji architektonicznej i malarstwie wazowym. Przejęty przez sztukę nowożytną, szczególnie popularny w klasycyzmie.